# Jonathan Walters
Jonathan Ronald „Jon“ Walters (* 20. September 1983 in Birkenhead, England) ist ein ehemaliger englisch-irischer Fußballspieler.

## Karriere
Jon Walters begann bei den Blackburn Rovers und wechselte nach der Jugendzeit 2001 zu den Bolton Wanderers. In der Saison 2002/03 kam er viermal in der Premier-League-Mannschaft zum Einsatz, trotzdem reichte es nicht zum Durchbruch und so wurde er im Jahr darauf an mehrere Vereine ausgeliehen. Einer davon, Hull City, nahm ihn ab 2004 unter Vertrag. Im jährlichen Wechsel ging es zum FC Wrexham und zu Chester City und obwohl er bei jedem Verein regelmäßig zum Einsatz kam, fand er erst 2007 bei Ipswich Town eine längerfristige Bleibe.
In der Saison 2007/08 hatte er seinen Durchbruch, als er in 40 Spielen 13 Tore für den Zweitligisten erzielte. Auch in den folgenden beiden Jahren war der Stürmer daraufhin eine feste Größe in der Offensive des Vereins aus der Hafenstadt im Osten Englands.
2010 zeigte dann der Erstligaklub Stoke City ein Interesse an der Verpflichtung von Walters. Diesmal setzte er sich sofort in der Premier League durch und kam regelmäßig als zweite Spitze oder auch als Außenstürmer zum Einsatz. Zwar erreichte das Team in der Saison 2010/11 in der Liga nur einen Platz im Mittelfeld, aber im FA Cup kam sie bis ins Finale, woran er mit fünf Pokaltoren beteiligt war. Trotz der Finalniederlage gegen Manchester City qualifizierten sie sich dadurch für die Europa League im folgenden Jahr, wodurch Walters zu seinen ersten internationalen Einsätzen im Vereinsfußball kam. Bis zum Ausscheiden in der Runde der letzten 32 spielte er zehnmal und erzielte zwei Tore.
Gegen den FC Chelsea war er im Januar 2013 Doppeleigentorschütze und verschoss dazu noch einen Elfmeter. So brachte er seine Mannschaft damit auf die Verliererstraße.
Im März 2019 erklärte er nach langanhaltenden Probleme mit seiner Achillessehne sein Karriereende.

## Nationalmannschaft
Wie mehrere seiner Kollegen in der irischen Nationalmannschaft ist Jon Walters von Geburt Engländer, darf aber aufgrund seiner irischen Vorfahren auch für Irland spielen. Nach seinem Wechsel zu Stoke City zeigte Nationaltrainer Giovanni Trapattoni Interesse und lud ihn zum Freundschaftsspiel gegen Norwegen ein. Am 17. November 2010 gab er in der zweiten Halbzeit sein Nationalmannschaftsdebüt.
Jedoch dauerte es ein weiteres Jahr, bis er in den entscheidenden Spielen um die Qualifikation für die Fußball-Europameisterschaft 2012 eingesetzt wurde. Im Play-off-Spiel in Estland trug er ein Tor zum vorentscheidenden 4:0-Auswärtssieg bei. Danach spielte er noch zweimal in der Vorphase der EM und wurde Ende Mai 2012 in das Aufgebot Irlands aufgenommen.
Am 16. November 2015 gelangen Walters beide Tore, in der 24. Minute (Elfmeter) und in der 70. Minute beim entscheidenden 2:0-Sieg EM-Play-off-Rückspiel gegen Bosnien-Herzegowina.
Bei der Fußball-Europameisterschaft 2016 in Frankreich wurde er in das Aufgebot Irlands aufgenommen. Im ersten Spiel gegen Schweden stand er in der Startaufstellung. Danach kam er in der Gruppenphase nicht mehr zum Einsatz. Im Achtelfinale kam er ein zweites Mal ins Spiel, als Gegner Frankreich mit einem Doppelschlag aus einem 0:1-Rückstand eine 2:1-Führung gemacht hatte. Nach seiner Einwechslung geriet sein Team aber durch einen Platzverweis in Unterzahl und konnte die Niederlage nicht mehr abwenden.